# Białorzytka rdzawa
Białorzytka rdzawa (Oenanthe hispanica) – gatunek małego ptaka z rodziny muchołówkowatych (Muscicapidae). Nie jest zagrożony.

## Systematyka
Białorzytka rdzawa bywała niekiedy uznawana za jeden gatunek z białorzytką pstrą (Oenanthe pleschanka). Tam, gdzie ich zasięgi się na siebie nakładają, dochodzi do hybrydyzacji.
Autorzy Handbook of the Birds of the World (a tym samym IUCN) wyróżniają dwa podgatunki białorzytki rdzawej:
- O. h. hispanica (Linnaeus, 1758)
- O. h. melanoleuca (Güldenstädt, 1775)

Międzynarodowy Komitet Ornitologiczny (IOC) oraz autorzy Kompletnej listy ptaków świata w oparciu o publikacje Schweizera i współpracowników z 2019 roku uznają Oenanthe hispanica za gatunek monotypowy, a takson melanoleuca podnoszą do rangi odrębnego gatunku o nazwie białorzytka maskowa (Oenanthe melanoleuca).

## Występowanie
Poszczególne podgatunki zamieszkują:
- O. h. hispanica (Linnaeus, 1758) – południowo-zachodnia i południowo-środkowa Europa (od Półwyspu Iberyjskiego na wschód po Włochy i północną Chorwację) oraz północno-zachodnia Afryka. Zimuje na południe od Sahary – w zachodniej części Sahelu (na wschodzie po Niger i północną Nigerię)[2].
- O. h. melanoleuca (Güldenstädt, 1775) – południowo-środkowa i południowo-wschodnia Europa przez Bliski Wschód do Iranu oraz południowo-zachodni Kazachstan. Zimuje w środkowej i wschodniej części Sahelu oraz w północno-wschodniej Afryce[2].

Do Polski zalatuje wyjątkowo, odnotowano 3 stwierdzenia – w 1986, 1998 i 2002 roku. W związku z wydzieleniem O. melanoleuca do osobnego gatunku, w 2021 roku Komisja Faunistyczna dokonała rewizji tych stwierdzeń, a wobec braku dokumentacji, a tym samym możliwości jednoznacznego oznaczenia gatunku, zdecydowała usunąć białorzytkę rdzawą z Listy awifauny krajowej.
Biotop to śródziemnomorskie obszary z kamienistym podłożem.

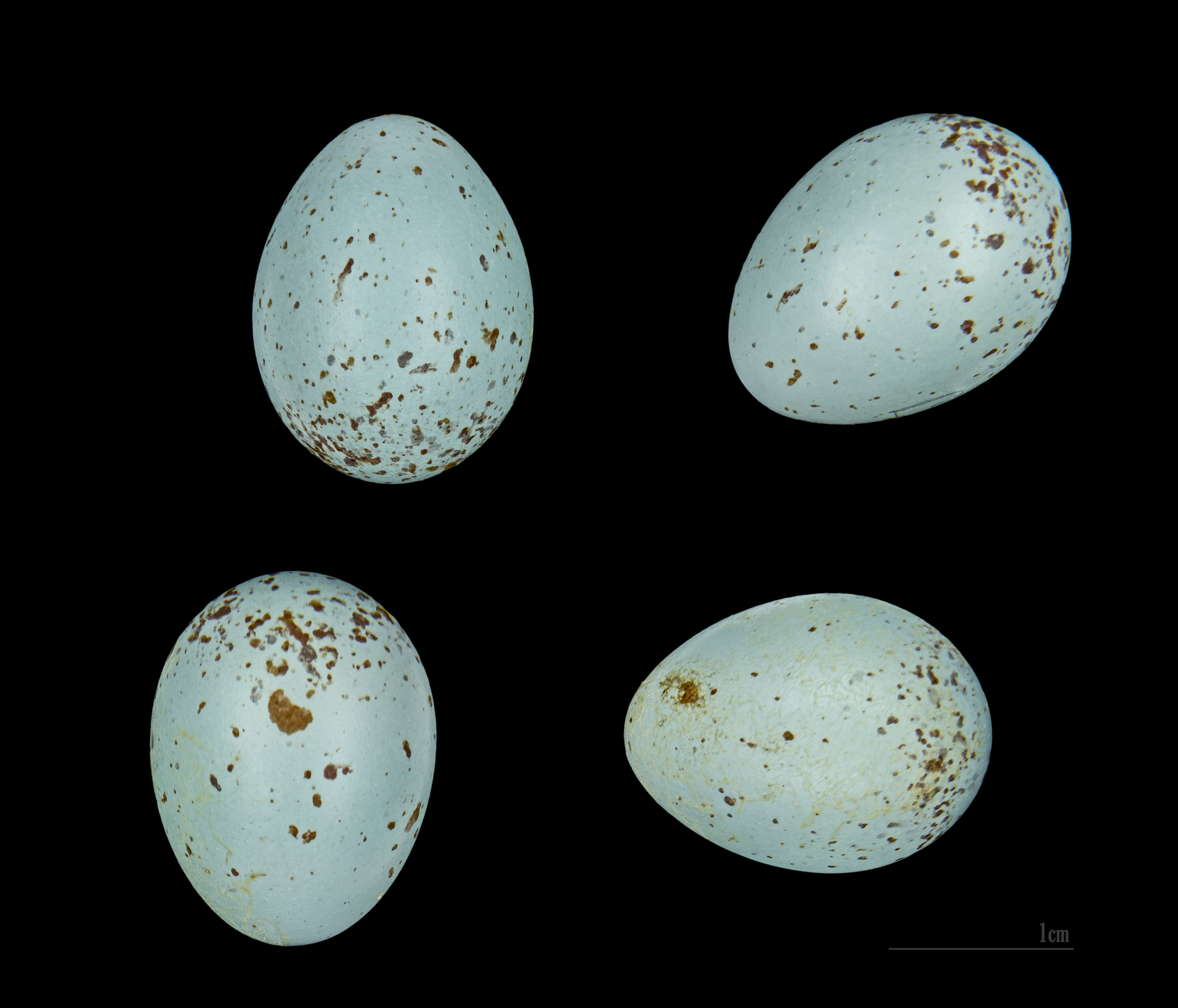
Jaja białorzytki rdzawej

## Charakterystyka
Oba podgatunki występują w dwóch odmianach barwnych: jasnogardłej i czarnogardłej. Występuje wyraźny dymorfizm płciowy. Samice nie mają rysunku na głowie. Odmiana jasnogardła biała, z czarnymi nogami, skrzydłami oraz maską na głowie. Odmiana czarnogardła również, ale czarna barwa na głowie pokrywa także gardło. Ma białe brzegi ogona. Młode są jak samice, ale mają z wierzchu beżowe plamki i brązowe łuskowanie na piersi.
Długość jej ciała to 14,5 cm, a rozpiętość skrzydeł wynosi 25–27 cm. Masa ciała 12–21 g.
Śpiewa nagle wybuchającymi, sucho szczebioczącymi zwrotkami. Bardzo szybko lata.

## Status i ochrona
IUCN uznaje białorzytkę rdzawą za gatunek najmniejszej troski (LC, Least Concern), stosuje jednak starsze ujęcie systematyczne z O. h. melanoleuca jako podgatunkiem. Liczebność światowej populacji, obliczona w oparciu o dane organizacji BirdLife International dla Europy z 2015 roku, mieści się w przedziale 4–14 milionów dorosłych osobników. Trend liczebności populacji uznawany jest za spadkowy.
Gatunek w Polsce podlega ścisłej ochronie gatunkowej.